# Nhạn Tháp
Nhạn Tháp (tiếng Trung: 雁塔區, Hán Việt: Nhạn Tháp khu) là một quận thuộc địa cấp thị Tây An (西安市), tỉnh Thiểm Tây, Cộng hòa Nhân dân Trung Hoa. Quận này này có diện tích 152 km², dân số là 610.000 người, mã quận là 610113, mã bưu chính là 710061. Quận Nhạn Tháp được chia thành các đơn vị hành chính gồm 10 nhai đạo, 80 ủy ban xã khu cư, 120 thôn hành chính. Chính quyền quận đóng ở đường Tiểu Trại Đông.